# Aincille
Aincille é uma comuna francesa na região administrativa da Nova Aquitânia, no departamento dos Pirenéus Atlânticos. Estende-se por uma área de 6,11 quilômetros quadrados. Em 2010 a comuna tinha 120 habitantes (densidade: 19,6 hab./km²).